# Lathrolestes morator
Lathrolestes morator är en stekelart som beskrevs av Aubert 1984. Lathrolestes morator ingår i släktet Lathrolestes och familjen brokparasitsteklar. Inga underarter finns listade i Catalogue of Life.